# Constança da Hungria
Constança da Hungria (c. 1180 – 6 de dezembro de 1240) foi a segunda Rainha consorte de Otacar I da Boémia.

## Primeiros anos
Constança terá nascido por volta de 1180, sendo filha de Béla III da Hungria e da primeira esposa, Inês de Antioquia. Era irmã de personalidades como os reis Emérico da Hungria, André II da Hungria e a Imperatriz bizantina Margarida da Hungria.

### Proposta de casamento
Constança esteve prometida, primeiramente, e provavelmente ainda muito nova, ao duque Frederico VI da Suábia, da então casa reinante do Sacro Império Romano-Germânico, a Casa de Hohenstaufen. Frederico era filho do então Imperador Frederico Barba-Roxa. Uma aliança com o rei da Hungria, então em clara expansão, era um alvo de cobiça do Império, e decisiva para permitir aos então partidários do poder no Império, os Hohenstaufen e os Guelfos, estabelecer a supremacia.
Este casamento tão desejado não parece ter-se concretizado, uma vez que, após estabelecida a promessa, o duque terá partido em Cruzada, e faleceu na Terra Santa, mais concretamente, em Acre, em 1191. Constança manter-se-ia assim na Hungria nos próximos oito anos.

## O casamento: Rainha da Boémia

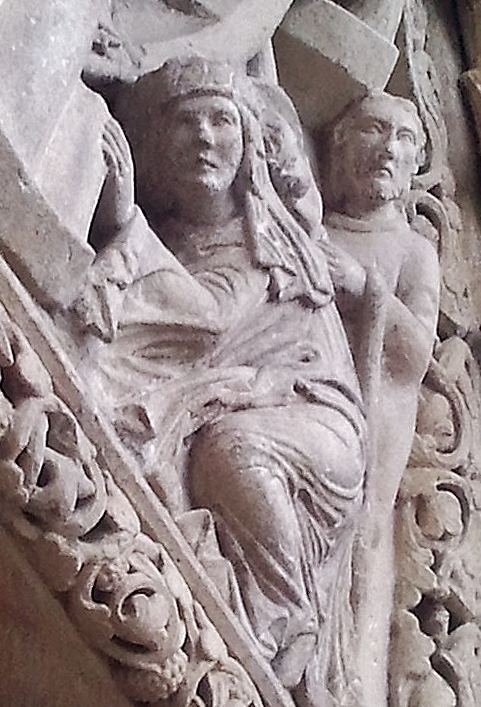
Constança representada num tímpano na Abadia Cisterciense Porta Coeli

Surgiu, no entanto, outro candidato em vista para Constança: em 1199, Otacar divorciou-se da sua primeira mulher, Adelaide de Meissen, provavelmente por vontade papal, por razões de consanguinidade. Este conseguira o reconhecimento régio havia pouco tempo, estabelecendo a sua supremacia no que fora Ducado e era então Reino da Boémia. À Hungria interessava a união a uma personalidade tão distinta como este rei. Desta forma, no mesmo ano em que se separou de Adelaide, Otacar, que então contava cerca de quarenta anos, desposou Constança, então com dezoito.
Constança surge muitas vezes na documentação do marido como co-doadora, havendo vários casos de doações que resultaram de uma sua intercessão junto daquele. Provou ainda ser bastante prolífica: deu a seu marido nove filhos, tendo a maioria sobrevivido à infância.

### Problemas no casamento
A primeira crise no casal acaba por surgir, em 1204: a anulação do primeiro casamento não fora bem resolvida. Otacar não reconhecia os filhos desta união como seus herdeiros e Adelaide pretendia não só "legitimá-los" perante o rei como também (e consequentemente) regressar à sua posição de rainha. Adelaide iniciara um litígio logo em 1199, pedindo auxílio ao Papa Inocêncio III e aos Hohenstaufen. Otacar assinara mesmo, na altura, um acordo com Filipe da Suábia, que desfizera no ano seguinte, com a consequente primazia dos Guelfos no trono imperial.
Em 1205 Constança foi expulsa do castelo do seu marido, grávida, e nesse mesmo ano Otacar permite o regresso de Adelaide a Praga, enquanto casava uma filha de Adelaide, Dagmar da Boémia, com Valdemar II da Dinamarca. Ainda por esta altura Otacar parece ter sofrido uma derrota militar, da qual o seu primogénito, Vratislau, saiu gravemente ferido, acabando por morrer algum tempo depois (sabe-se que faleceu antes de 1209).
No exílio, Constança deu novamente à luz: um novo varão, ao qual se deu o nome de Venceslau em honra ao padroeiro do Reino, São Venceslau. Pouco tempo depois, a Cúria Papal resolveu por fim os acordos de separação de Otacar e Adelaide, permitindo ao rei expulsar a sua ex-mulher definitivamente. Constança ganhou assim, novamente e de forma definitiva, o seu lugar de rainha, que não voltaria a ser ameaçado.

### Cartas falsas em nome da rainha
Parece ter sido ela (dada a presença da sua assinatura) a vender a cidade de Boleráz ao sobrinho, Béla IV da Hungria, que a doaria em 1247 às freiras de Trnava. Uma outra epístola sugere que Constança terá garantido uma "liberdade fiscal" às cidades de Břeclav e Olomouc. Todos estes são documentos falsos. A mesma epístola concede terras de Ostrovany ao Mosteiro de S. Estêvão de Hradište. Uma outra refere Constança a hospedar "Teutónicos honrados" (viros honestos Theutunicos) na cidade de Hodonín. Estes documentos são também falsos. Constança parece nunca ter realizado tais atos.

## Últimos anos
Em 1230, Otacar faleceu, e foi sucedido pelo seu filho varão mais velho sobrevivente, Venceslau I da Boémia. Constança ainda sobreviveria ao seu esposo por mais uma década.
Em 1231, o Papa Gregório IX manteve Constança e as posses provindas do seu dote sob proteção da Santa Sé. A carta deste a Constança especifica algumas destas posses: a província de Břeclav (Brecyzlaviensem), Pribyslavice (Pribizlavensem), Dolni Kunice (Conowizensem), Godens (Godeninensem), Bzenec (Bisenzensem) e Budějovice (Budegewizensem). Em 1232, Constança fundou a Abadia de Porta Coeli, perto de Tišnov e aí entrou para não mais sair. Faleceu a 6 de dezembro de 1240.

## Casamento e descendência
Juntamente com Otacar, Constança teve nove filhos:
- Vratislau da Boémia (c. 1200 – antes de 1209).
- Judite da Boémia (c. 1202 – 2 de junho de 1230). Desposou Bernardo de Sponheim, Duque da Caríntia
- Ana da Boémia (c. 1204 – 23 de junho de 1265), casou com  Henrique II da Polónia
- Inês da Boémia, morreu provavelmente jovem.
- Venceslau I da Boémia (c. 1205 – 23 de setembro de 1253).
- Ladislau, Marquês da Morávia (1207 – 10 de fevereiro de 1228).
- Premislau, Margrave of Moravia (1209 – 16 de outubro de 1239), casou com Margarida da Merânia, filha de Otão I da Merânia e Beatriz II da Borgonha.
- Božena (Guilhermina) da Boémia (1210 – 24 de outubro de 1281).
- Inês da Boémia (20 de janeiro de 1211 – 6 de março de 1282). Madre Superiora da Ordem das Clarissas Franciscanas de Praga. Seria canonizada em 1989 pelo Papa João Paulo II.[5]